# Weltcup der Nordischen Kombination 1998/99
Die Weltcupsaison 1998/99 der Nordischen Kombination begann am 21. November 1998 im finnischen Rovaniemi und endete am 21. März 1999 im polnischen Zakopane. Während der Saison wurden vom 19. bis 28. Februar 1999 die Nordischen Skiweltmeisterschaften in Ramsau am Dachstein (Österreich) ausgetragen. Mit 17 Entscheidungen wurde die Anzahl der Weltcuprennen wiederum deutlich erhöht.
Den Gesamtweltcup konnte der Norweger Bjarte Engen Vik erneut für sich entscheiden. Mit seinen neun Weltcupsiegen in einer Saison stellte er zudem einen neuen Rekord auf. Daneben konnte besonders zu Beginn der Saison Hannu Manninen überzeugen, als er fünf der ersten sieben Rennen gewann. Für den Dritten der Gesamtwertung Ladislav Rygl war der einzige Saisonsieg im schwedischen Falun zugleich der erste Weltcuperfolg in seiner Laufbahn.
Mit seinem dritten Platz im finnischen Lahti sorgte Sebastian Haseney für den ersten deutschen Podestplatz seit mehr als sechs Jahren. Für Österreich konnte wiederum Felix Gottwald fünf Podestplätze gewinnen, musste jedoch weiterhin auf seinen ersten Weltcuperfolg warten.

## Ergebnisse und Wertungen

### Weltcup-Übersicht
| Datum                                                               | Austragungsort    | Disziplin               | Sieger                                  | Zweiter                                      | Dritter                               |
| ------------------------------------------------------------------- | ----------------- | ----------------------- | --------------------------------------- | -------------------------------------------- | ------------------------------------- |
| 21.11.1998                                                          | Rovaniemi         | Einzel K90/15 km        | Hannu Manninen                          | Bjarte Engen Vik                             | Todd Lodwick                          |
| 24.11.1998                                                          | Rovaniemi         | Sprint K90/7,5 km       | Hannu Manninen                          | Samppa Lajunen                               | Bjarte Engen Vik                      |
| 27.11.1998                                                          | Lillehammer       | Einzel K90/15 km        | Bjarte Engen Vik                        | Ladislav Rygl                                | Hannu Manninen                        |
| 29.11.1998                                                          | Lillehammer       | Sprint K90/7,5 km       | Hannu Manninen                          | Felix Gottwald                               | Bjarte Engen Vik                      |
| 10.12.1998                                                          | Steamboat Springs | Sprint K88/7,5 km       | Hannu Manninen                          | Bjarte Engen Vik                             | Felix Gottwald                        |
| 12.12.1998                                                          | Steamboat Springs | Einzel K88/15 km        | Bjarte Engen Vik                        | Hannu Manninen                               | Felix Gottwald                        |
| 29.12.1998                                                          | Oberwiesenthal    | Sprint K90/7,5 km       | Hannu Manninen                          | Kenneth Braaten                              | Samppa Lajunen                        |
| 03.01.1999                                                          | Schonach          | Einzel K90/15 km        | Bjarte Engen Vik                        | Jaakko Tallus                                | Samppa Lajunen                        |
| 05.01.1999                                                          | Reit im Winkl     | Teamsprint K90/2×7,5 km | Finnland ISamppa Lajunen Hannu Manninen | NorwegenBjarte Engen Vik Fred Børre Lundberg | Finnland IITapio Nurmela Jari Mantila |
| 09.01.1999                                                          | Štrbské Pleso     | Einzel K90/15 km        | Bjarte Engen Vik                        | Kenneth Braaten                              | Felix Gottwald                        |
| 16.01.1999                                                          | Liberec           | Einzel K90/15 km        | Bjarte Engen Vik                        | Hannu Manninen                               | Felix Gottwald                        |
| 24.01.1999                                                          | St. Moritz        | Sprint K95/7,5 km       | Bjarte Engen Vik                        | Hannu Manninen                               | Kenneth Braaten                       |
| 26.01.1999                                                          | Val di Fiemme     | Einzel K90/15 km        | Bjarte Engen Vik                        | Samppa Lajunen                               | Knut Tore Apeland                     |
| 30.01.1999                                                          | Chaux-Neuve       | Einzel K90/15 km        | Samppa Lajunen                          | Todd Lodwick                                 | Ladislav Rygl                         |
| 19. bis 28. Februar 1999 Nordische Skiweltmeisterschaften in Ramsau |                   |                         |                                         |                                              |                                       |
| 06.03.1999                                                          | Lahti             | Einzel K90/15 km        | Samppa Lajunen                          | Bjarte Engen Vik                             | Sebastian Haseney                     |
| 11.03.1999                                                          | Falun             | Sprint K90/7,5 km       | Ladislav Rygl                           | Kenji Ogiwara                                | Hannu Manninen                        |
| 12.03.1999                                                          | Oslo              | Einzel K115/15 km       | Bjarte Engen Vik                        | Hannu Manninen                               | Kenji Ogiwara                         |
| 21.03.1999                                                          | Zakopane          | Einzel K85/15 km        | Bjarte Engen Vik                        | Satoshi Mori                                 | Ladislav Rygl                         |

## Weltcupendstand und erreichte Platzierungen
| Rang | Name                | Land               | Punkte |
| ---- | ------------------- | ------------------ | ------ |
| 01.  | Bjarte Engen Vik    | Norwegen           | 2035   |
| 02.  | Hannu Manninen      | Finnland           | 1667   |
| 03.  | Ladislav Rygl       | Tschechien         | 1140   |
| 04.  | Felix Gottwald      | Österreich         | 1080   |
| 05.  | Samppa Lajunen      | Finnland           | 0986   |
| 06.  | Kenneth Braaten     | Norwegen           | 0979   |
| 07.  | Kenji Ogiwara       | Japan              | 0977   |
| 08.  | Todd Lodwick        | Vereinigte Staaten | 0898   |
| 09.  | Fred Børre Lundberg | Norwegen           | 0887   |
| 10.  | Dmitri Sinizyn      | Russland           | 0881   |